# Moussoulens
Moussoulens is een gemeente in het Franse departement Aude (regio Occitanie). De plaats maakt deel uit van het arrondissement Carcassonne. Moussoulens telde op 1 januari 2022 988 inwoners.

## Geografie
De oppervlakte van Moussoulens bedroeg op 1 januari 2022 19,6 vierkante kilometer; de bevolkingsdichtheid was toen 50,4 inwoners per km².
De onderstaande kaart toont de ligging van Moussoulens met de belangrijkste infrastructuur en aangrenzende gemeenten.

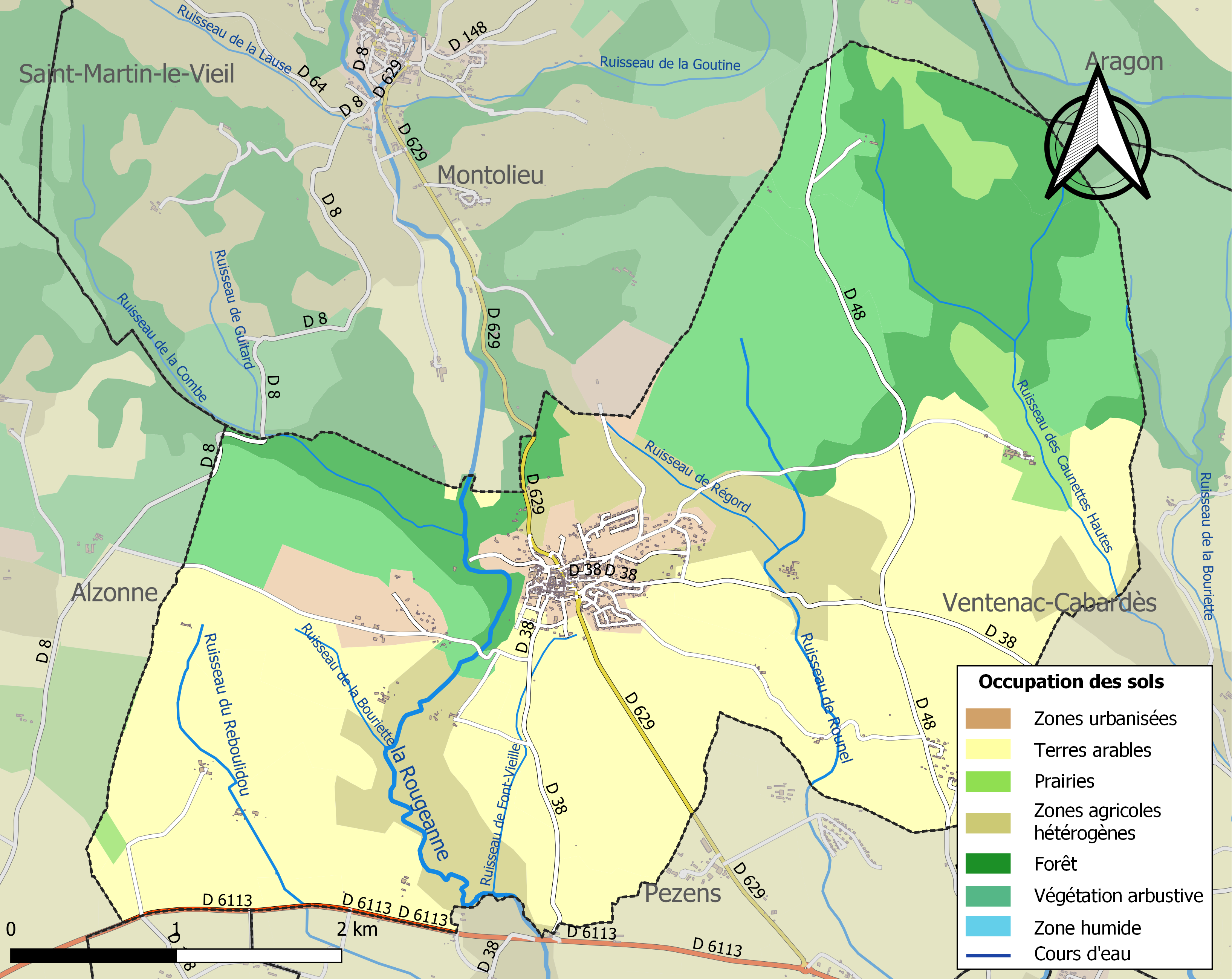

## Demografie
Onderstaande figuur toont het verloop van het inwonertal (bron: INSEE-tellingen).

Vanwege een beveiligingsprobleem met de MediaWiki Graph-software is het momenteel niet mogelijk deze grafiek weer te geven. Zodra de software is bijgewerkt zal de grafiek vanzelf weer zichtbaar worden.